# Золотой тигр
Золотой тигр — определённым образом окрашенная особь бенгальского тигра. Отличается светлым или бледно-золотистым цветом и красно-коричневыми (не черными) полосами и представляет собой именно цветную форму, а не отдельный подвид. Окрас золотистого тигра происходит от рецессивного признака, называемого «широкополосным», который влияет на выработку чёрного цвета во время цикла роста волос. Подобная окраска, которая отличается от типичной оранжевой с чёрными полосами, действительно встречается в природе, но в очень небольшом проценте случаев.

## Происхождение
Все золотисто-полосатые тигры в неволе, по-видимому, происходят от белого тигра по кличке Бхим, белого сына частично белого амурского тигра по кличке Тони. Тони считается общим предком всех белых тигров в Северной Америке. Бхим был носителем широкополосного гена и передал его некоторым своим потомкам. Он был скрещен со своей сестрой Сумитой (также носительницей гена широкой полосы), что привело к появлению полосатых белых тигров (то есть имеющих две копии гена широкой полосы). Бхима также скрестили с обычной оранжевой тигрицей по имени Киманти, а затем с его собственной оранжевой дочерью Индирой от этого спаривания. Спаривание Бхима и Индиры привело к появлению полосатого белого, белого без полос, нормального оранжевого и золотисто-полосатого потомства, что указывает на то, что и Бхим, и его дочь несли ген широкой полосы. Когда потомство золотистого полосатого самца было скрещено с нормальным потомством оранжевой самки, в результате появились как золотистые полосатые, так и белые тигры.
Помёты разноцветных детенышей не являются чем-то необычным, потому что белый и золотистый полосатый окрасы обусловлены комбинациями скрытых рецессивных генов, переносимых родителями. Белые тигры, такие как Мохан из Dreamworld (названный в честь белого тигра, пойманного в Индии в 1950-х годах), имеют высокую степень инбредности. Инбридинг уменьшает генетическую изменчивость и может привести к проявлению скрытых генов, поскольку существует большая вероятность того, что два рецессивных гена встретятся.
Анализ генеалогических древ золотых тигров показывает, что они являются генетически нормальными тиграми оранжевого цвета с добавлением рецессивного модифицирующего гена, вероятно, широкополосного гена. Этот же широкополосный ген также приводит к появлению полосатых белых тигров. Белый тигр, который наследует две копии рецессивного широкополосного гена, будет белым без полос. Обычный оранжевый тигр, который наследует две копии рецессивного широкополосного гена, будет золотистым полосатым. Широкополосный ген переносится независимо от белого гена.